# Enrico Scuri

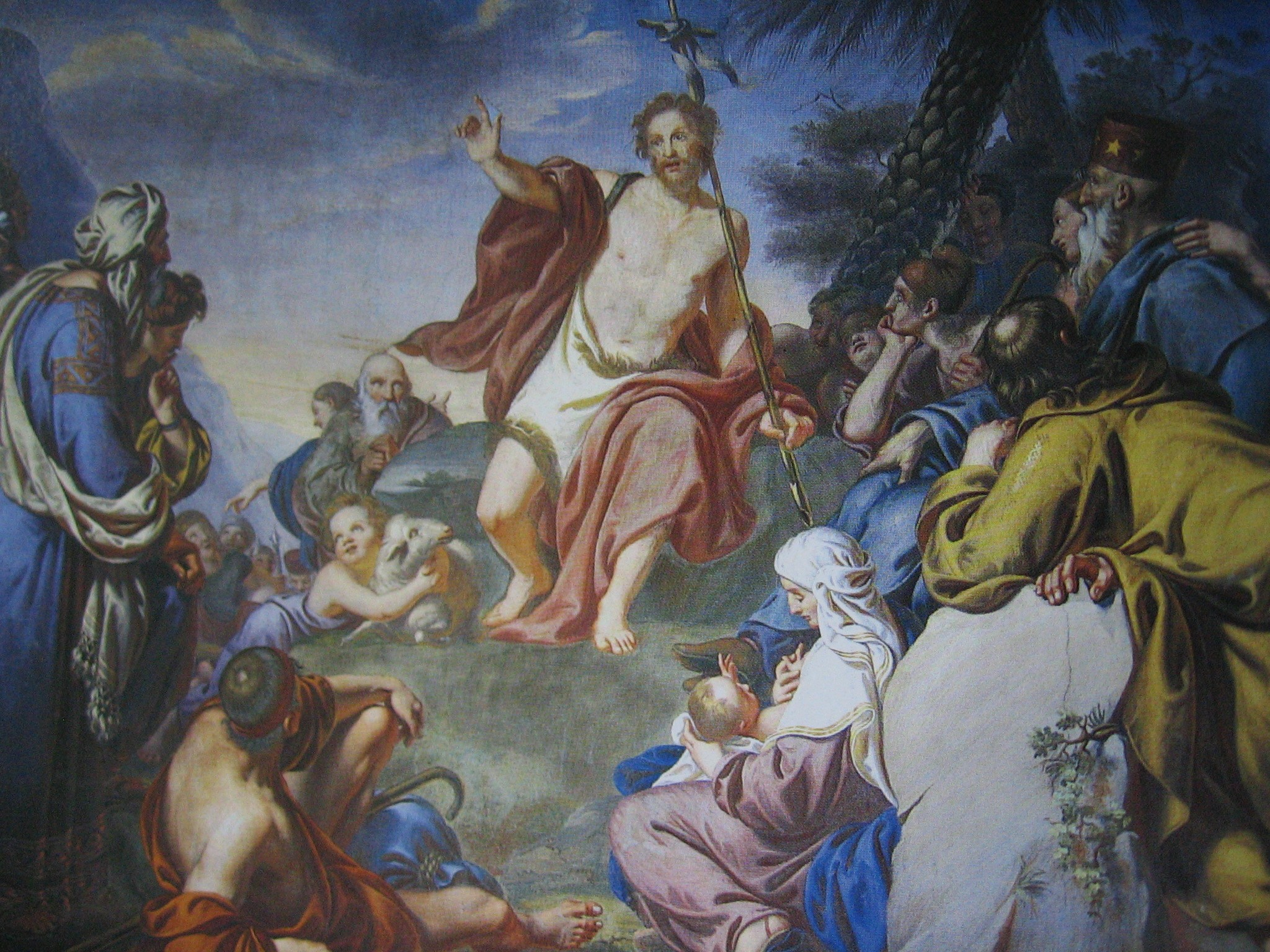
"Predicazione di San Giovanni Battista" (1843), Chiesa di San Giovanni Battista (Stezzano)

Enrico Carlo Augusto Scuri (Bergamo, 26 aprile 1806 – Bergamo, 4 maggio 1884) è stato un pittore italiano.

## Biografia
Enrico Scuri nacque a Bergamo all'inizio del XIX secolo da Cristoforo e Francesca Maver, originari del paese di Serina. Fin dai primi anni dimostrò un'innata propensione verso la pittura e le belle arti, tanto da indurre i genitori ad assecondare le inclinazioni del figlio iscrivendolo, già nel 1819, all'Accademia Carrara, prestigiosa scuola di pittura del capoluogo orobico. 
Qui venne seguito dal maestro dell'Accademia, Giuseppe Diotti ed ebbe come compagni Francesco Coghetti e Giovanni Carnovali, diventando grande amico di Costantino Rosa. Durante gli studi seppe distinguersi per le proprie opere, che gli valsero ben due primi premi nel concorso annuale del 1823 indetto dall'Accademia, uno nella sezione della copia disegnata e l'altro nella sezione dedicata ai ritratti nudi.
Nel frattempo cominciò a dedicarsi proficuamente all'esecuzione di ritratti, che evidenziarono la sua notevole abilità. 
La sua fama crebbe anche grazie alle esposizioni a cui prendeva parte, sia all'Accademia Carrara che all'Accademia di Brera di Milano, dapprima suscitando tiepidi giudizi, per poi riscuotere interesse sempre maggiore. Ciò fece crescere notevolmente le commissioni di suoi dipinti, che cominciarono ad essere richiesti al di fuori dei confini provinciali.

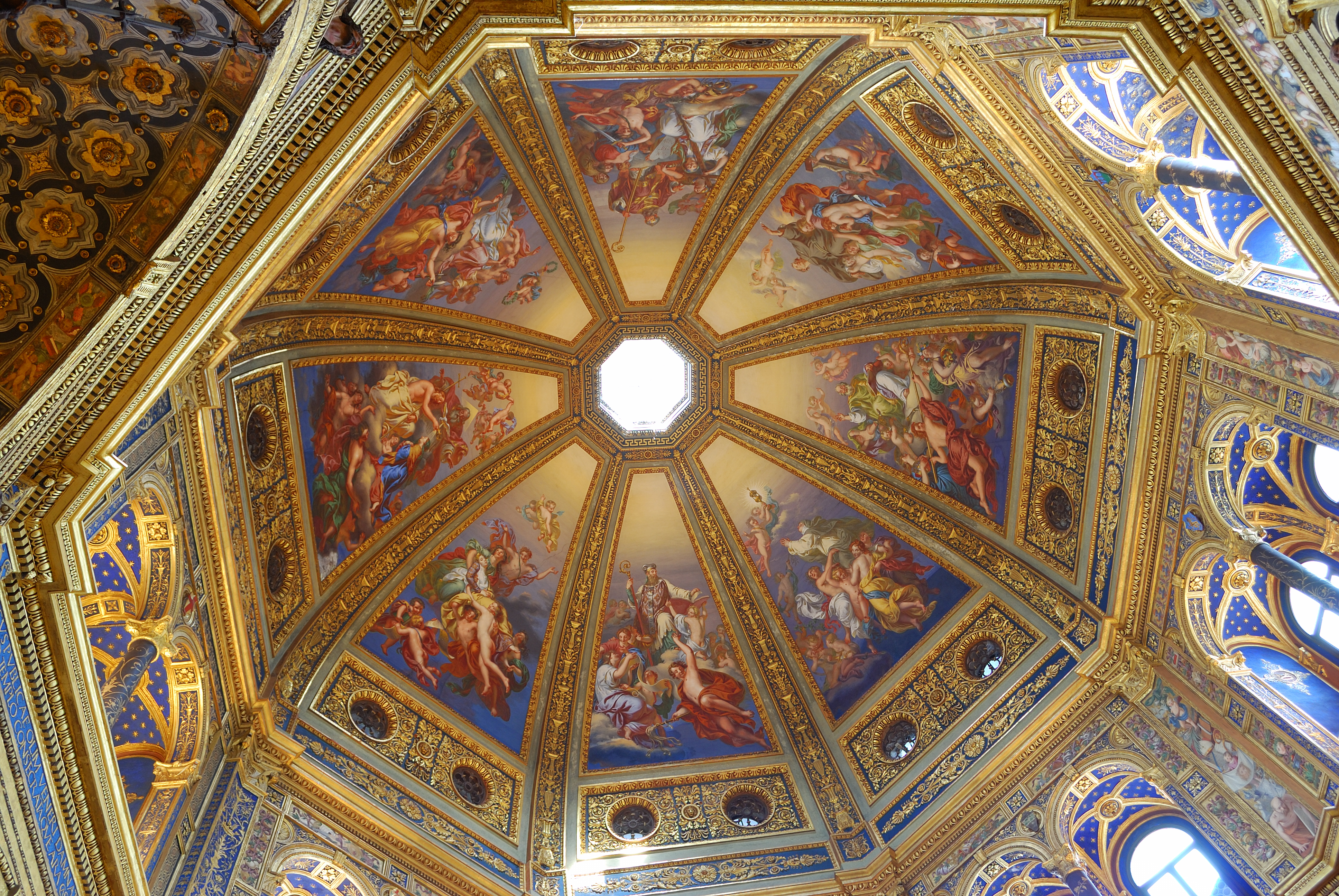
Affreschi della cupola del Tempio dell'Incoronata (1836-1840), Lodi

Intanto cominciò ad affiancare il suo mentore Giuseppe Diotti nell'esecuzione di alcune opere, tra cui gli affreschi della cupola del Tempio dell'Incoronata a Lodi (1836-1840), anche a causa di alcuni sopraggiunti problemi di vista del maestro.
Nel 1839 venne nominato socio d'arte dell'Accademia di Brera per i meriti di pittore di storia, mentre all'inizio del 1841 ricevette l'incarico di supplire il Diotti alla guida dell'Accademia Carrara (dopo un ballottaggio con Giacomo Trecourt), ruolo che gli impedì di accettare una cattedra come docente presso la Scuola di Pittura di Pavia. Qualche anno più tardi, nel 1846, venne nominato professore e direttore della Carrara a tutti gli effetti, dopo la morte dello stesso Diotti.
Nel 1862 fu nominato socio onorario dell'Accademia di Brera, anche se cominciò ad essere coinvolto in alcune polemiche che lo ritenevano esponente di una scuola artistica ormai inadeguata allo spirito artistico emergente, che vedeva il verismo ed il realismo avanzare in contrapposizione al classicicmo di cui lo Scuri era esponente.
Continuò comunque la sua attività presso l'accademia cittadina, insegnando pittura alle cosiddette nuove leve, tra cui si distinsero il valtellinese Giovanni Gavazzeni e Ponziano Loverini, da molti ritenuto il suo erede in ambito artistico.
Morì nel maggio del 1884 dopo una breve malattia, lasciando la direzione della scuola di pittura, mantenuta per circa 43 anni, allo stesso Loverini.
Il suo stile comunque continuò dapprima grazie alla mano della figlia Selene, discreta pittrice, ed in seguito nella persona nel di lei figlio Giovan Battista Galizzi.

## Le opere

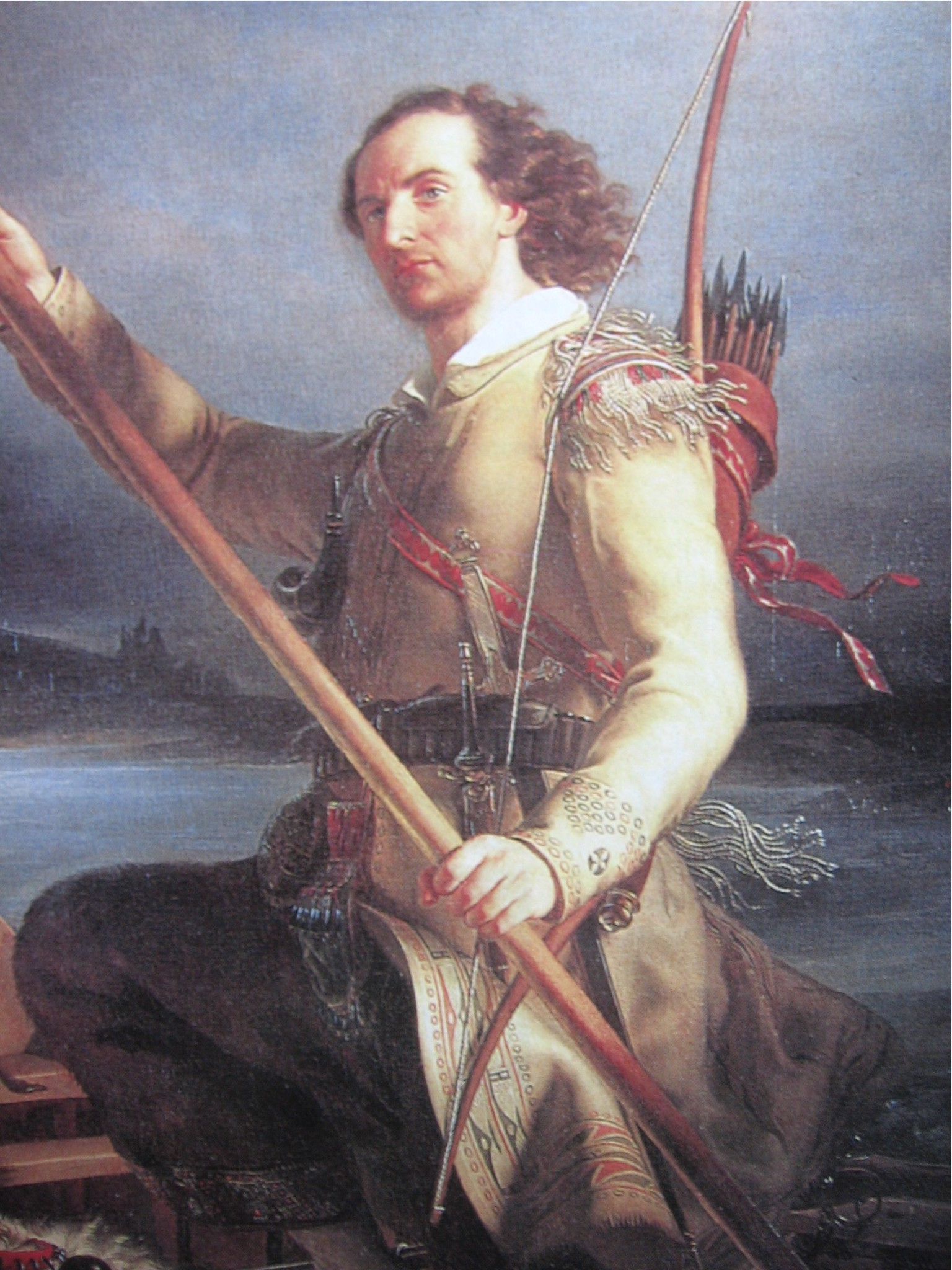
"Ritratto di Costantino Beltrami", Accademia Carrara, Bergamo

I primi dipinti dello Scuri ricalcavano lo stile neoclassico del suo maestro Giuseppe Diotti, contraddistinti però da una grande accuratezza ed attenzione ai particolari.
Ben presto cominciò a risentire dell'influenza romantica, riscontrata sia nei temi prodotti che nei colori utilizzati, caratterizzati da una grande vivacità cromatica con una predominanza del blu.
Le sue opere toccavano sia l'ambito sacro che quello profano, riscontrando grande successo e trovando estimatori sia nella terra bergamasca ma anche al di fuori dai confini provinciali. In tal senso un gran numero di dipinti si trova nelle province di Milano e Lodi, in quella di Brescia, Cremona e Pavia, ma anche a Bologna (il dipinto raffigurante Santa Maria Maddaena), Trento (Fuga da un incendio), Urbino (Autoritratto) e Venezia (Diana ed Endimione), ed altre addirittura giunte fino a Londra (il Milone di Crotone), Vienna (Morte di Agnadeca), e Filadelfia (Tardi rimorsi): come si evince dal nome di alcune di queste opere, lo Scuri dipinse episodi storici e ad altri collegati alle tragedie dell'antica Grecia, oltre alla costante religiosa.
Uno dei motivi per il quale viene tuttora sovente ricordato è quello di essere stato uno degli ultimi esponenti del classicismo, in quel tempi in procinto di essere sostituito nel comune modo di intendere l'arte dall'avvento del Verismo e del Realismo. Questa situazione, rafforzata dall'indifferenza del pittore alle nuove tendenze artistiche, lo espose a feroci critiche che lo tacciavano di inadeguatezza, situazione che coinvolse anche l'Accademia stessa, ritenuta arretrata ed obsoleta artisticamente rispetto alle altre scuole artistiche italiane.
Durante gli ultimi periodi, pur rimanendo nell'ambito artistico che lo ha sempre contraddistinto, si rese protagonista di esperienze indirizzate verso il simbolismo, con interessi post-romantici. L'ultimo suo lavoro fu eseguito per la chiesa di Sant'Alessandro della Croce posta sul lato destro del presbiterio Transito di san Giuseppe, lavoro poi ultimato dal genero Luigi Galizzi.